# Amphithera heteroleuca
Amphithera heteroleuca är en fjärilsart som beskrevs av Turner 1900. Amphithera heteroleuca ingår i släktet Amphithera och familjen bronsmalar. Inga underarter finns listade i Catalogue of Life.